# Johann George Tromlitz
Johann George Tromlitz, född den 8 november 1725 i Reinsdorf, död den 4 februari 1805 i Leipzig, var en tysk flöjtist och tonsättare för sitt instrument.
Tromlitz kom tidigt till Leipzig, där han ägnade sig åt tonkonsten. Till följd av sjuklighet måste han lämna sitt flöjtblåsande och sysselsatte sig därefter med fabricerande av flöjter, på vilka han gjorde flera förbättringar. Tromlitz gjorde sig även känd som didaktisk skriftställare, och inlämnade som sådan flera uppsatser över flöjten till Allgemeine musikalische Zeitung, samt utgav Ausfürlicher und gründlicher Unterricht die Flöte zu spielen (Leipzig, 1791–1800).